# Výčapy
Výčapy (in tedesco Witzap) è un comune ceco situato nel distretto di Třebíč, nella regione di Vysočina.